# MThB Re 486
De Re 486.5 van het type BR 145 is een elektrische locomotief bestemd voor het goederenvervoer van de voormalige spoorwegmaatschappij Mittelthurgaubahn (MThB).

## Geschiedenis
In de jaren 1990 gaf de Deutsche Bundesbahn aan de industrie opdracht voor de ontwikkeling van nieuwe locomotieven ter vervanging van oudere locomotieven van het type 103, 151, 111, 181.2 en 120. Hierop presenteerde AEG Hennigsdorf in 1994 het Prototypen 12X die later als 145 door ADtranz te Kassel werd gebouwd. Uit dit prototype ontstond een groot aantal varianten.
Deze locomotieven worden tegenwoordig door Bombardier te Kassel gebouwd.
Deze locomotieven werden in 1997 door de Mittelthurgaubahn (MThB) aangeschaft voor uitbreiding van het goederenvervoer in het noordelijke deel van Zwitserland. Na de ontbinding van de onderneming werden deze locomotieven op 1 januari 2003 overgenomen door de Schweizerische Bundesbahnen (SBB). Deze locomotieven werden door SBB als Re 481 in Duitsland gebruikt voor het goederenvervoer. In september 2005 werden deze locomotieven verkocht aan leasemaatschappij Mitsui Rail Capital (MRC).

## Constructie en techniek
De locomotief heeft een stalen frame. De tractie-installatie is uitgerust met draaistroom en heeft driefasige asynchrone motoren in de draaistellen. Iedere motor drijft een as aan.

### Nummers
De locomotieven van de Mittelthurgaubahn (MThB) waren als volgt genummerd:
| Lijst van de Re 486.6 / Re 481 |                   |            |                           |                            |
| Nummer MThB                    | Eigenaar          | Nummer SBB | UIC nummer                | Opmerkingen                |
| 486 651-3                      | MThB → SBB → MRCE | 481 001-6  | 91 80 61 45 083-2 D-PRESS | Press: 145 023-6 (loc: 23) |
| 486 652-1                      | MThB → SBB → MRCE | 481 002-4  | 91 80 61 45 084-0 D-ITL   |                            |
| 486 653-9                      | MThB → SBB → MRCE | 481 003-2  | 91 80 61 45 085-7 D-PRESS | Press: 145 030-7 (loc: 30) |
| 486 654-7                      | MThB → SBB → MRCE | 481 004-0  |                           | NIAG: 14                   |
| 486 655-4                      | MThB → SBB → MRCE | 481 005-7  |                           | niet ingezet               |
| 486 656-2                      | MThB → SBB → MRCE | 481 006-5  |                           | niet ingezet               |

## Treindiensten
De locomotieven worden door de leasemaatschappij Mitsui Rail Capital (MRC) bij de volgende ondernemingen ingezet:
- Press
- ITL
- NIAG